# Ostřice pískomilná
Ostřice pískomilná (Carex pseudobrizoides, syn.: Vignea pseudobrizoides, Carex reichenbachii) neboli tuřice pískomilná je druh jednoděložné rostliny z čeledi šáchorovité (Cyperaceae).

## Popis
Jedná se o rostlinu dosahující výšky asi 30–60 cm. Je vytrvalá, vytváří dlouhé plazivé oddenky. Listy jsou střídavé, přisedlé, s listovými pochvami. Lodyha je nahoře trochu drsná. Čepele listů jsou asi 2–3 mm široké, delší než lodyha. Pochvy dolních listů jsou světle hnědé. Ostřice pískomilná patří mezi stejnoklasé ostřice, všechny klásky vypadají víceméně stejně a obsahují samčí i samičí květy, zřídka mohou být nejvyšší klásky celé samčí nebo zase nejnižší celé samičí. V dolní části klásku jsou samčí květy, v horní samičí. Celý lichoklas (klas klásků) je asi 3–5 cm dlouhý a obsahuje cca 6–12 klásků, dolní bývají trochu oddálené. Okvětí chybí. V samčích květech jsou zpravidla 3 tyčinky. Čnělky jsou většinou 2. Plodem je mošnička, která je v obrysu kopinatá, zelená, v horních 2/3 výrazně křídlatá, asi 5 mm dlouhá, na vrcholu plynule zúžená v dosti dlouhý dvouzubý zobánek. Každá mošnička je podepřená plevou, která je bledě žlutohnědá. Kvete nejčastěji v květnu. Počet chromozómů není znám.

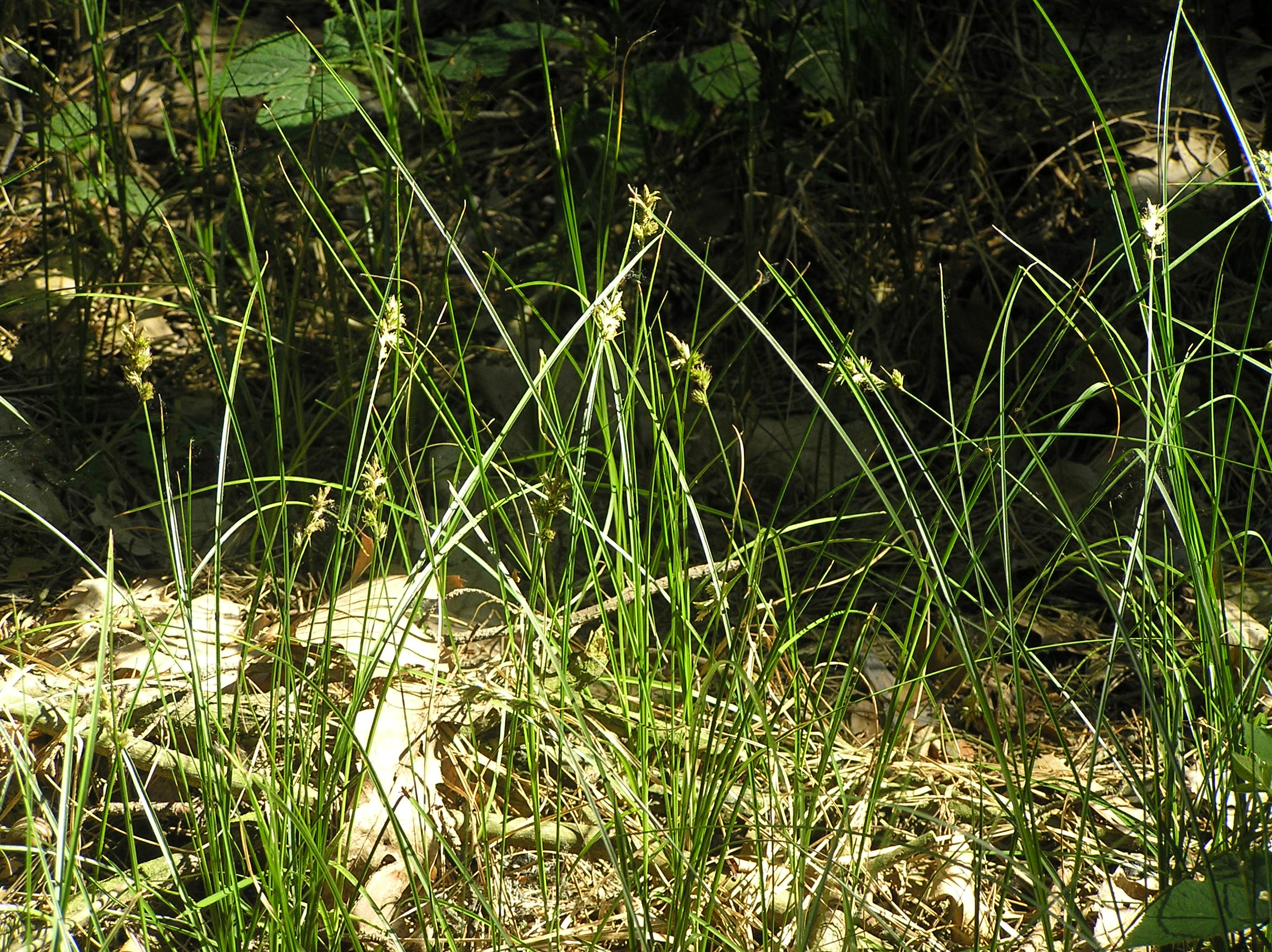

## Rozšíření
Ostřice pískomilná je rozšířena hlavně v západní Evropě a při pobřeží Baltu.

## Rozšíření v Česku
V ČR roste vzácně v písčitých borech v Polabí a u obce Kunratice ve Šluknovském výběžku. Jedná se o kriticky ohrožený druh flóry ČR (kategorie C1).